# Velay Express
Le Velay Express, précédemment appelé Voies ferrées du Velay (VFV), est un chemin de fer touristique et historique, situé sur les départements de la Haute-Loire et de l'Ardèche. Il est géré par l'association VFV, au statut loi de 1901, qui fait circuler des trains touristiques sur la ligne, à voie métrique, de Raucoules-Brossette à Saint-Agrève, section de l'ancien réseau du Vivarais, en Auvergne. La ligne était auparavant exploitée jusqu'à Dunières, mais cette dernière section a été fermée en 2015.

## Offre touristique

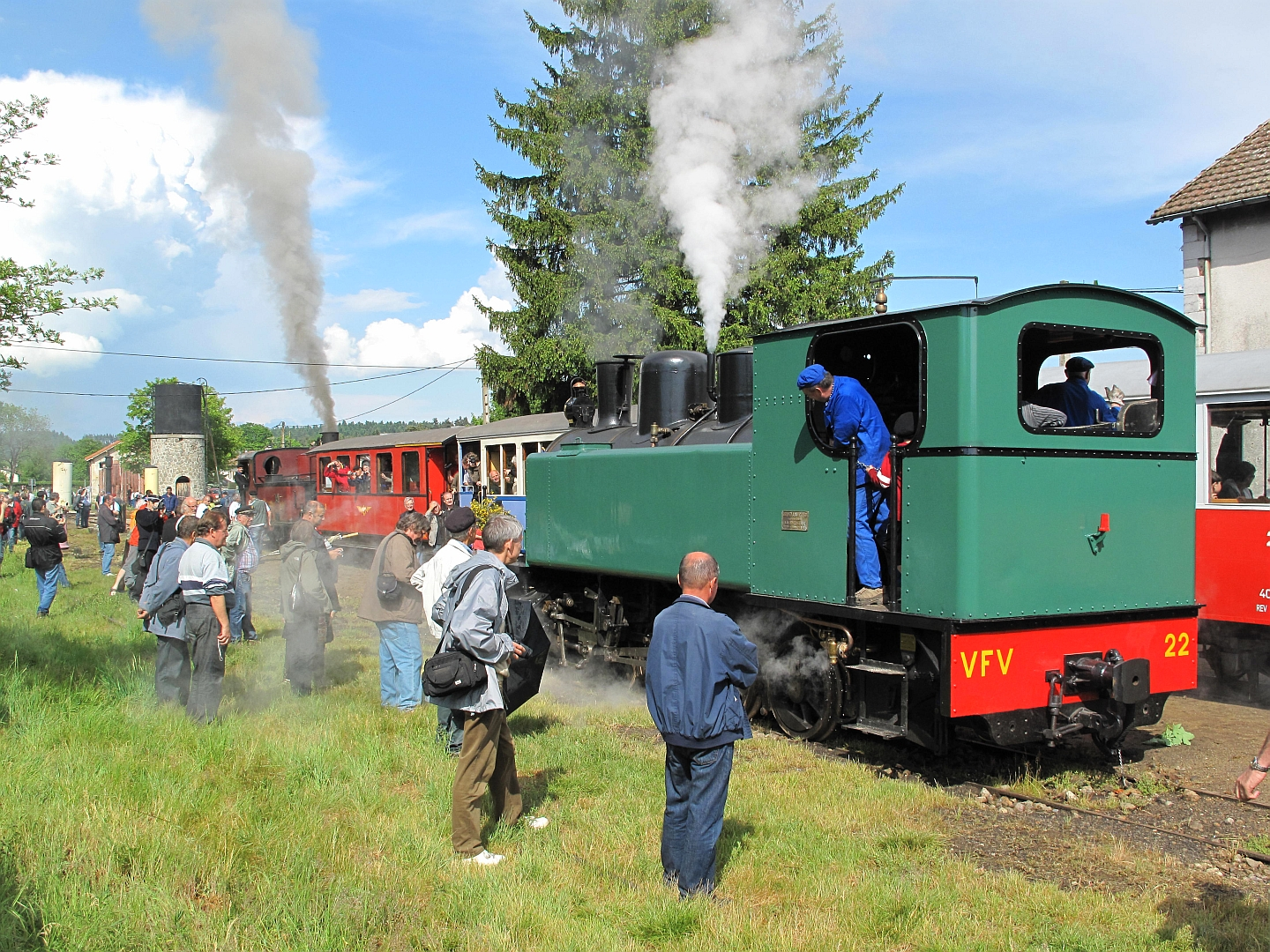
Les VFV organisent également des manifestations, comme le festival vapeur en mai 2011.

Velay Express propose diverses offres qui peuvent être consultées dans les offices du tourisme du Chambon-sur-Lignon, de Montfaucon, de Saint-Agrève et de Tence, ainsi que sur le site internet de Velay Express.
De mai à décembre, il existe un service régulier de trains touristiques sur la ligne de Raucoules-Brossette à Saint-Agrève. Velay Express propose également, sur réservation, d'organiser des trains spéciaux pour les groupes.

## Historique

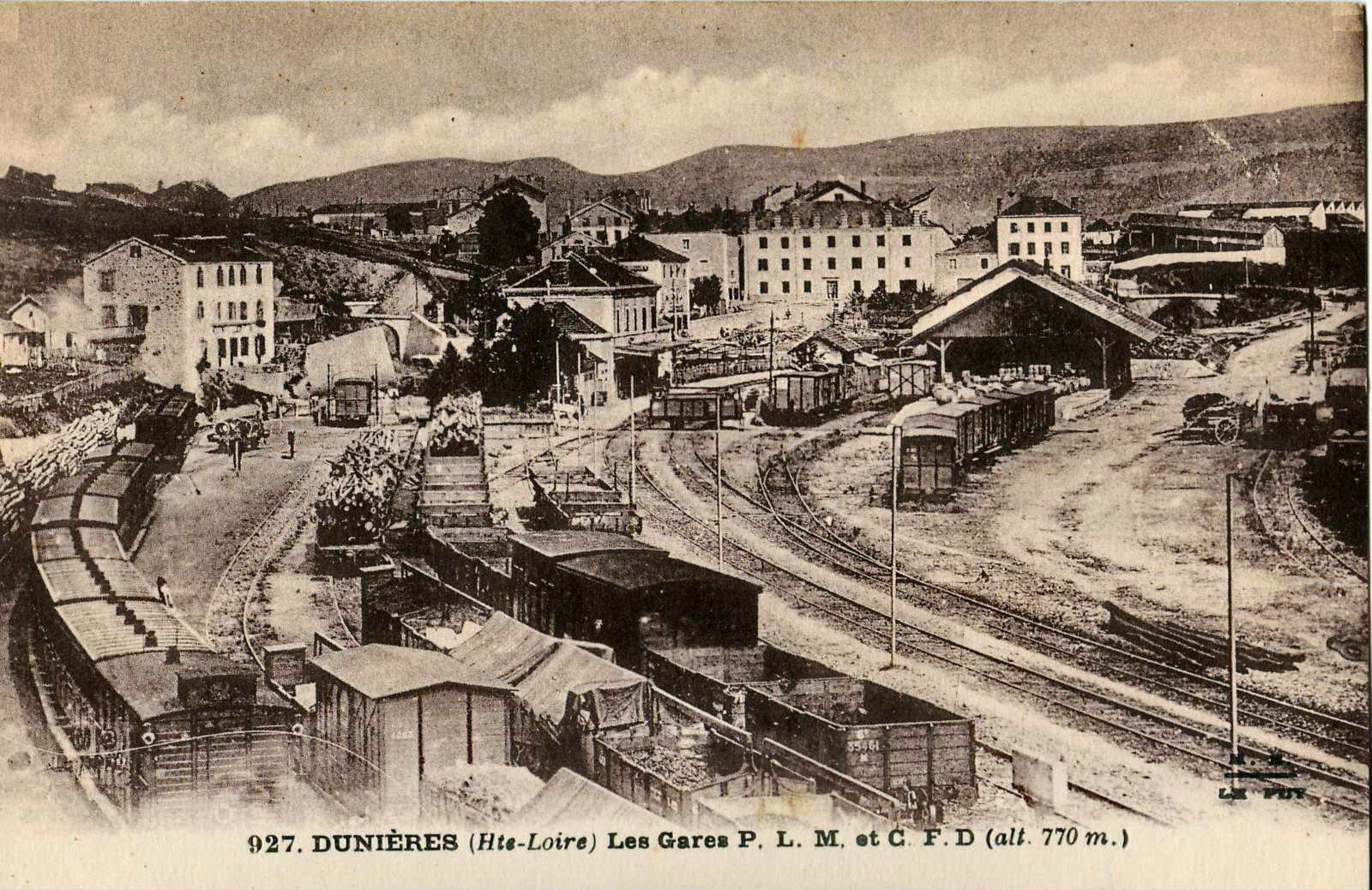
La gare d'échange de Dunières avec le « grand réseau » au début du XX

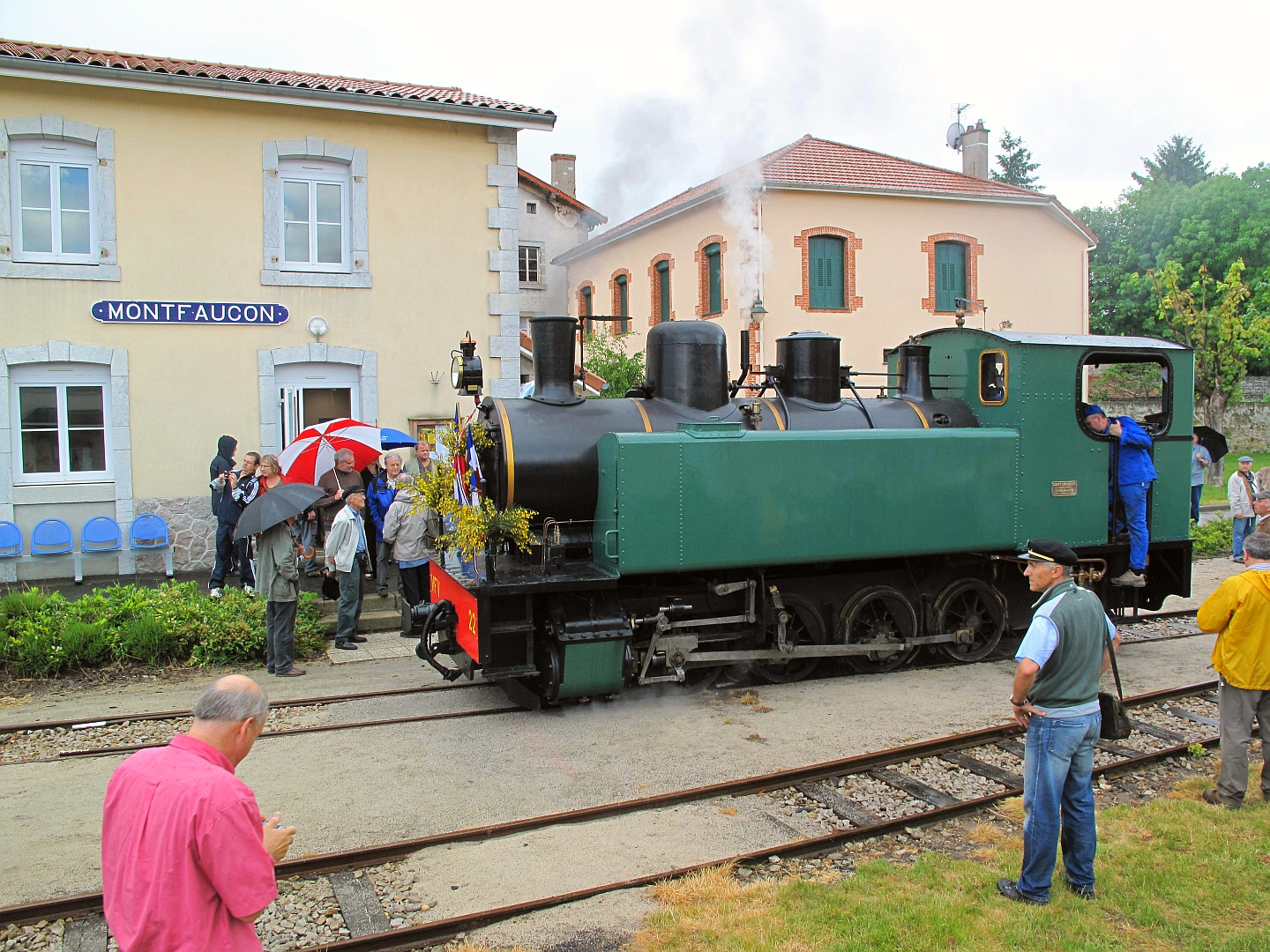
La gare de Montfaucon lorsqu'elle était encore desservie par le train.

La ligne entre Raucoules-Brossette et Saint-Agrève est construite en plusieurs sections, au rythme de l'avancement du réseau du réseau du Vivarais-Lozère. Les ouvertures des tronçons ont lieu durant l'année 1902.
- Le 31 octobre 1968, la section Raucoules-Brossette-Saint-Agrève ferme, comme tout le réseau du Vivarais.
- Le 16 août 1970, cette section est remise en service pour les trains touristiques par la Compagnie des chemins de fer régionaux (CFR) .
- En 1985, la CFR arrête l'exploitation de ligne entre Raucoules-Brossette-Saint-Agrève.
- En 1993, l'association VFV se voit confier le tronçon de Dunières à Tence[3].
- Le 29 juin 2002, le tronçon de Tence à Saint-Agrève est inauguré.
- Au mois de juin 2015, les travaux de dépose du tronçon Dunières – Raucoules débutent sur la commune de Dunières pour laisser place à la voie verte (Via Fluvia) qui reliera le Rhône à la Loire [4].

## Ligne de Raucoules-Brossette à Saint-Agrève
La ligne de chemin de fer de Raucoules à Saint-Agrève, d'une longueur de 27 km, est située sur le plateau du Velay à des altitudes pouvant atteindre plus de 1 000 m. Elle constitue l'un des trois accès ferroviaire de ce plateau, les deux autres étant les lignes Lavoûte-sur-Loire-Yssingeaux et Le Cheylard-Saint-Agrève, anciennes lignes du réseau du Vivarais. La section de Dunières à Raucoules n'est plus desservie par l'actuelle compagnie Velay Express.
La ligne actuelle dessert les gares de 
- Raucoules-Brossette
- Tence
- Le Chambon-sur-Lignon
- Devesset (halte)
- Saint-Agrève

L'ensemble de la ligne est la propriété d'un syndicat intercommunal et confié à l'association VFV pour une utilisation touristique.
Dans le cadre de l'aménagement d'une voie verte, la « Communauté de Communes du Pays de Montfaucon » a décidé de reprendre la plate-forme de la voie ferrée entre Dunières et Raucoules. Le service ferroviaire a donc cessé entre ces deux gares, et la voie ferrée a disparu, déposée. L'exploitation du chemin de fer touristique s'est recentrée sur la section Raucoules – Saint-Agrève.
Afin de faciliter la maintenance du matériel de l'association, la construction d'un nouveau dépôt-atelier a été entrepris en 2015 sur le site de Raucoules, avec la réhabilitation du bâtiment voyageurs de cette gare.

## Ambulant postal

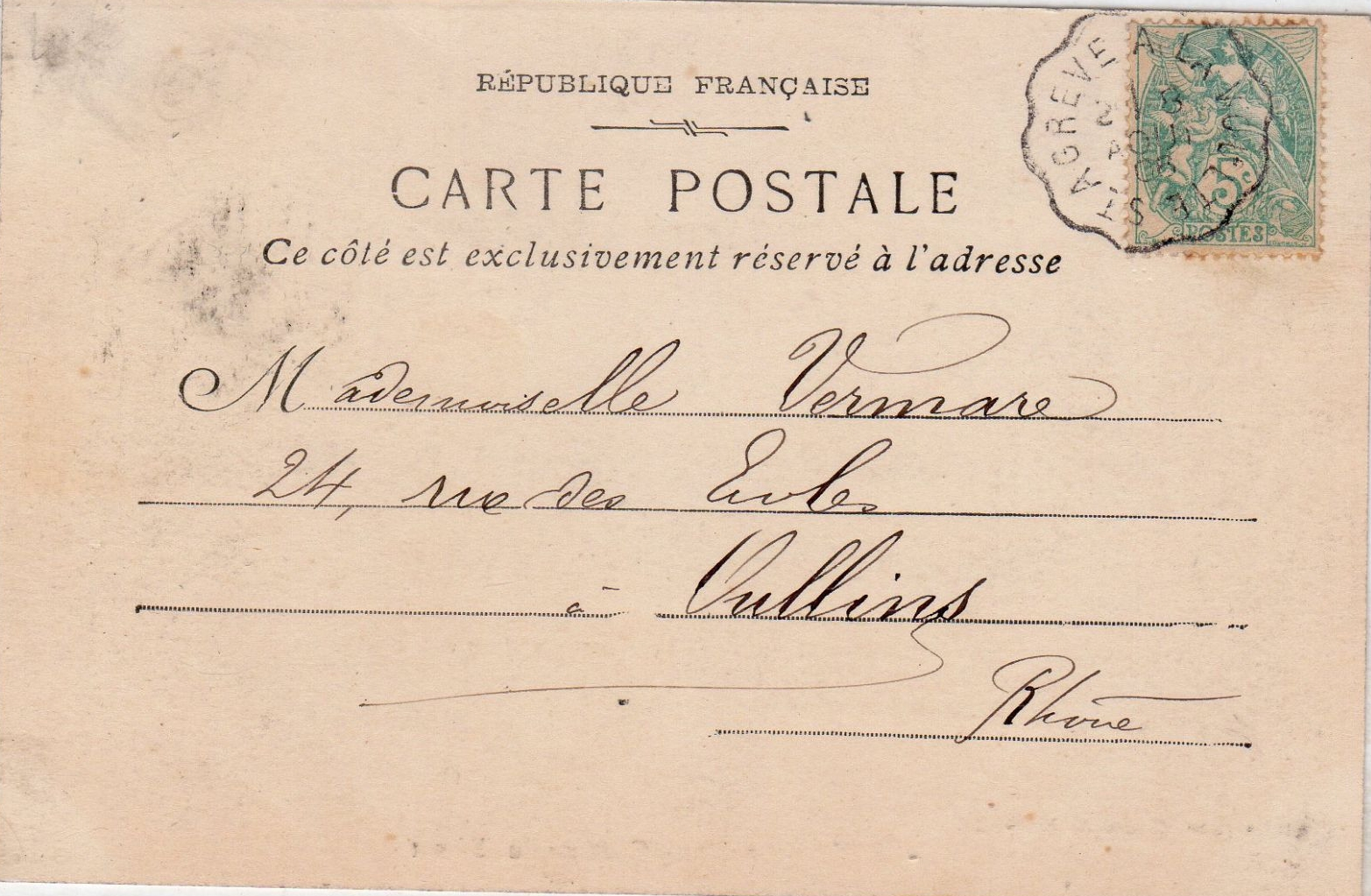
Timbre à date crénelé d'ambulant postal sur la partie de Saint-Agrève à La Voulte daté du 8 août 1908.

Un service d' ambulant postal a fonctionné sur cette ligne avant la guerre 14. Les lettres étaient déposées dans les gares et, dans le train, un employé oblitérait la lettre avec un timbre à date rond à créneaux, typique des cachets d'ambulants postaux français du début du XXè siècle.

## Les collections
Les listes suivantes ne sont pas exhaustives et devront être complétées ou actualisées au fil du temps (dernière actualisation en juillet 2024) :

### Locomotives à vapeur
| Matricule              | Constructeur et date          | État actuel                                            | Origine et informations techniques | Photo |
| ---------------------- | ----------------------------- | ------------------------------------------------------ | --- | ----- |
| 040T no 22             | Corpet-Louvet (no 1614), 1923 | Opérationnelle                                         | - Locomotive ex-Paul Frot. - Remise en service pour la saison 2011. - Propriété de la FACS. - 00,00 m, 25 t (30,35 t en ordre de marche), vitesse maximum : 00 km/h (300 ch). - Timbre chaudière : 12,5 kg/cm². - Capacité de la soute à charbon : 0 t. - Capacité de la soute à eau : 0 000 L (0,0 m3). - Distribution : Walschaerts à tiroirs plans.                                                         |       |
| 130T no 77             | Cail (no 2458), 1895          | Hors service (en attente d'une restauration complète). | - Locomotive ex-CFD Réseau des Charentes et Deux-Sèvres. - Propriété de la FACS. - 00,00 m, 00,00 t (00,00 t en ordre de marche), vitesse maximum : 00 km/h (000 ch). - Timbre chaudière : 00,0 kg/cm². - Capacité de la soute à charbon : 000 kg. - Capacité de la soute à eau : 0 000 L (0,0 m3). - Distribution : Walschaerts à tiroirs plans. - Classé MH (1994). - Arrivée sur le réseau le 29 juin 2017. |       |
| Mallet 020+020T no 101 | Blanc-Misseron (no 337), 1906 | Opérationnelle                                         | - Locomotive ex-PO-Corrèze. - Restaurée par la CITEV, remise en service au mois de mai 2011. - Propriété de la FACS. - 9,15 m, 33,62 t (40,3 t en ordre de marche), vitesse maximum : 40 km/h (380 ch). - Timbre chaudière : 14 kg/cm². - Capacité de la soute à charbon : 1,2 t. - Capacité de la soute à eau : 3 000 L (3 m3). - Distribution : Walschaerts à tiroirs plans. - Classé MH (1987)              |       |
| Mallet 020+020T E166   | Henschel (no 8913), 1908      | Hors service (en attente d'une restauration complète). | - Locomotive ex-CP E166 (Portugal). - Propriété d'un particulier et confiée au Velay Express. - Arrivée sur le réseau le 5 octobre 2018. - 9,73 m, 00,00 t (42,1 t en ordre de marche), vitesse maximum : 40 km/h (000 ch). - Timbre chaudière : 14 kg/cm². - Capacité de la soute à charbon : 1,5 t. - Capacité de la soute à eau : 4 500 L (4,5 m3). - Distribution : Walschaerts à tiroirs plans.           |       |

### Locotracteurs diesel
| Matricule          | Constructeur et date              | État actuel  | Origine et informations techniques                                                                              | Photo |
| ------------------ | --------------------------------- | ------------ | --- | ----- |
| Locotracteur no 62 | Ateliers CFD de Montmirail, 1946. | Opérationnel | - Ex-CFD Charentes puis CFD Lozère, issu de la transformation de la locomotive 130T Fives Lille, no 62 de 1891. |       |
| Locotracteur no 70 | Ateliers CFD de Montmirail, 1948. | Opérationnel | - Ex-CFD Charentes puis CFD Lozère, issu de la transformation de la locomotive 130T Cail, no 70 de 1891.        |       |

### Autorails
| Matricule       | Constructeur et date          | État actuel                                            | Origine et informations techniques | Photo |
| --------------- | ----------------------------- | ------------------------------------------------------ | --- | ----- |
| Autorail no 204 | De Dion-Bouton, 1935.         | Hors service (en attente d'une restauration complète). | - Type De Dion-Bouton ND, ex-CFD Vivarais, confié au Chemin de fer de l'Allier en avril 2020 Classé MH (1997).                                   |       |
| Autorail no 212 | Établissements Billard, 1938. | Hors service (en attente d'une restauration complète). | - Type Billard A 150 D, ex-CFD Vivarais, arrivé le 21 décembre 2010, en provenance des chemins de fer de Provence, où il avait été muté en 1969. |       |
| Autorail no 222 | Établissements Billard, 1939. | Opérationnel                                           | - Type Billard A 150 D2 "articulé à deux caisses", ex-CFD Vivarais, Classé MH (1997).                                                            |       |
| Autorail no 313 | Établissements Billard, 1937. | Opérationnel                                           | - Type Billard A 80 D, ex-CFD Charentes puis CFD Vivarais, restauré en 2001.                                                                     |       |
| Autorail no 315 | Établissements Billard, 1936. | Hors service (en attente d'une restauration complète). | - Type Billard A 80 D, ex-CFD Charentes puis CFD Vivarais, confié au MTVS en 2016 par convention avec le SIVU.                                   |       |

### Automotrices
- Automotrice BDeh 4/4 503 (1992 ACMV/SLM/BBC) ex-Transports publics du Chablais, ligne Aigle–Monthey–Champéry (à crémaillère), arrivée en décembre 2020[15].

### Remorques d'autorail

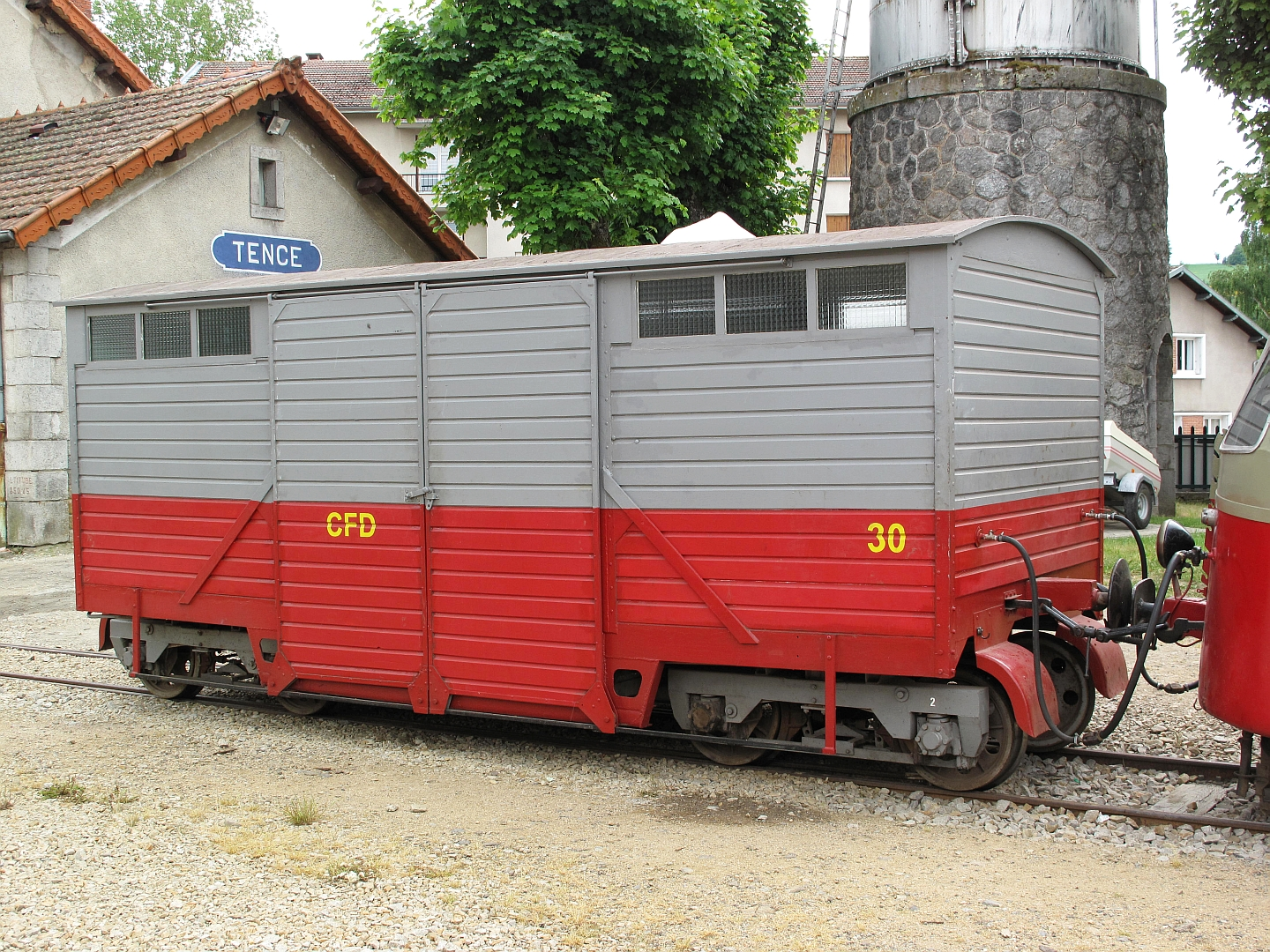
La remorque messagerie Billard RM30, en gare de Tence.

- 1 remorque à bogies, messagerie Billard RM30 ex-CFD Indre et Loire puis ex-CFD Vivarais.
- 1 remorque à deux essieux De Dion-Bouton R1 ex-CFD Lozère, ex-CFD Charentes  Classé MH (1997)[16], confiée au Chemin de fer de l'Allier le 15 octobre 2020[17].
- 1 remorque à un essieu De Dion-Bouton NF no 62 ex-CFD Lozère, ex-CFD Vivarais  Classé MH (1997)[18],[19], confiée au Chemin de fer de l'Allier le 15 octobre 2020[17].
- 1 remorque messagerie à deux essieux no 40 ex-CFD Vivarais, construite en 1966 par les ateliers CFD du Cheylard, confiée au Chemin de fer de l'Allier le 15 octobre 2020[17].
- 1 remorque à bogies XR-1331, provenant des Chemins de fer de Provence ex RL1, remorque Billard recarrossée par Garnéro à Carros en 1979.

### Voitures & wagons

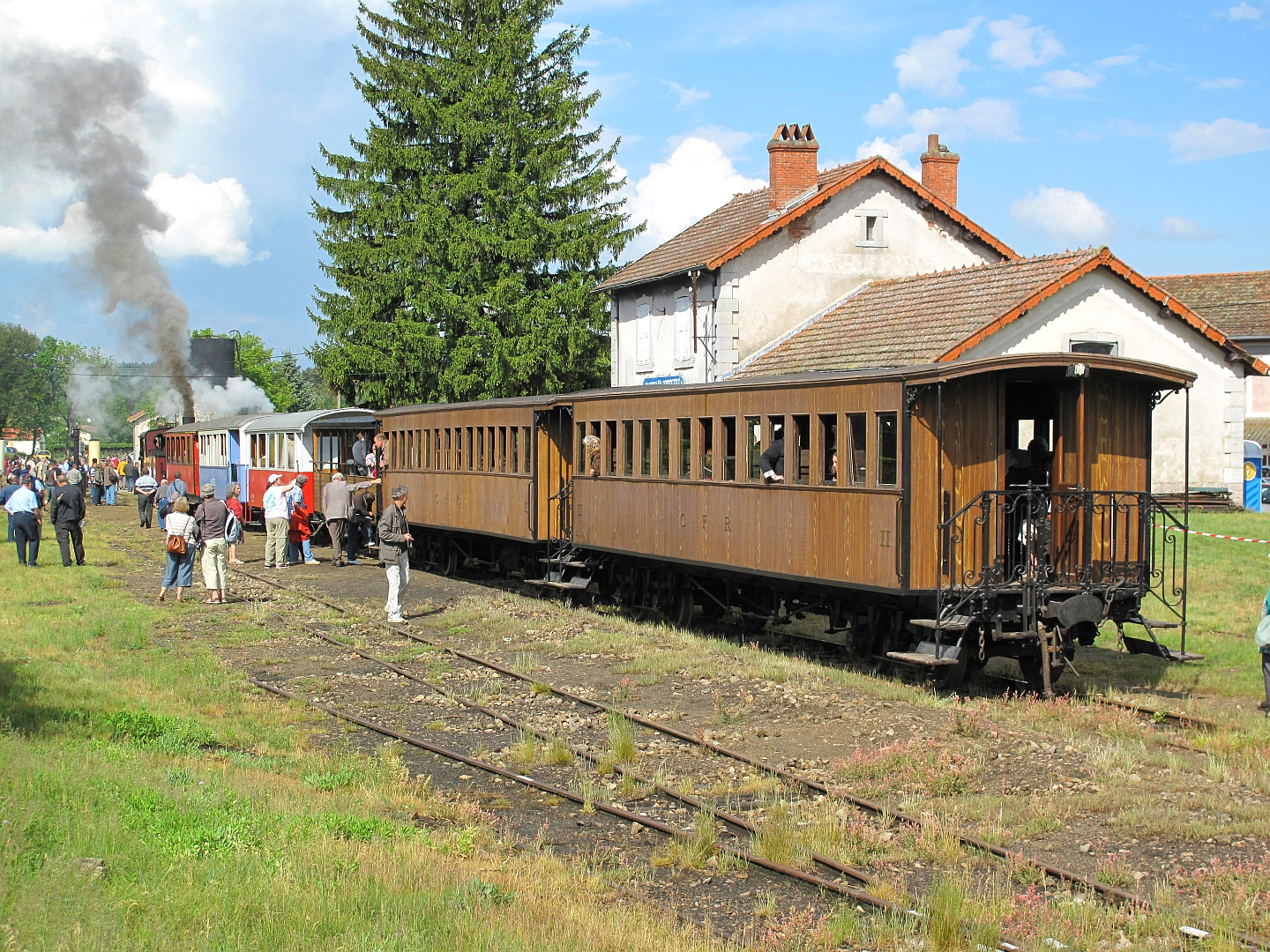
Un train en gare de Raucoules-Brossettes, avec au premier plan deux voitures ex-Réseau breton.

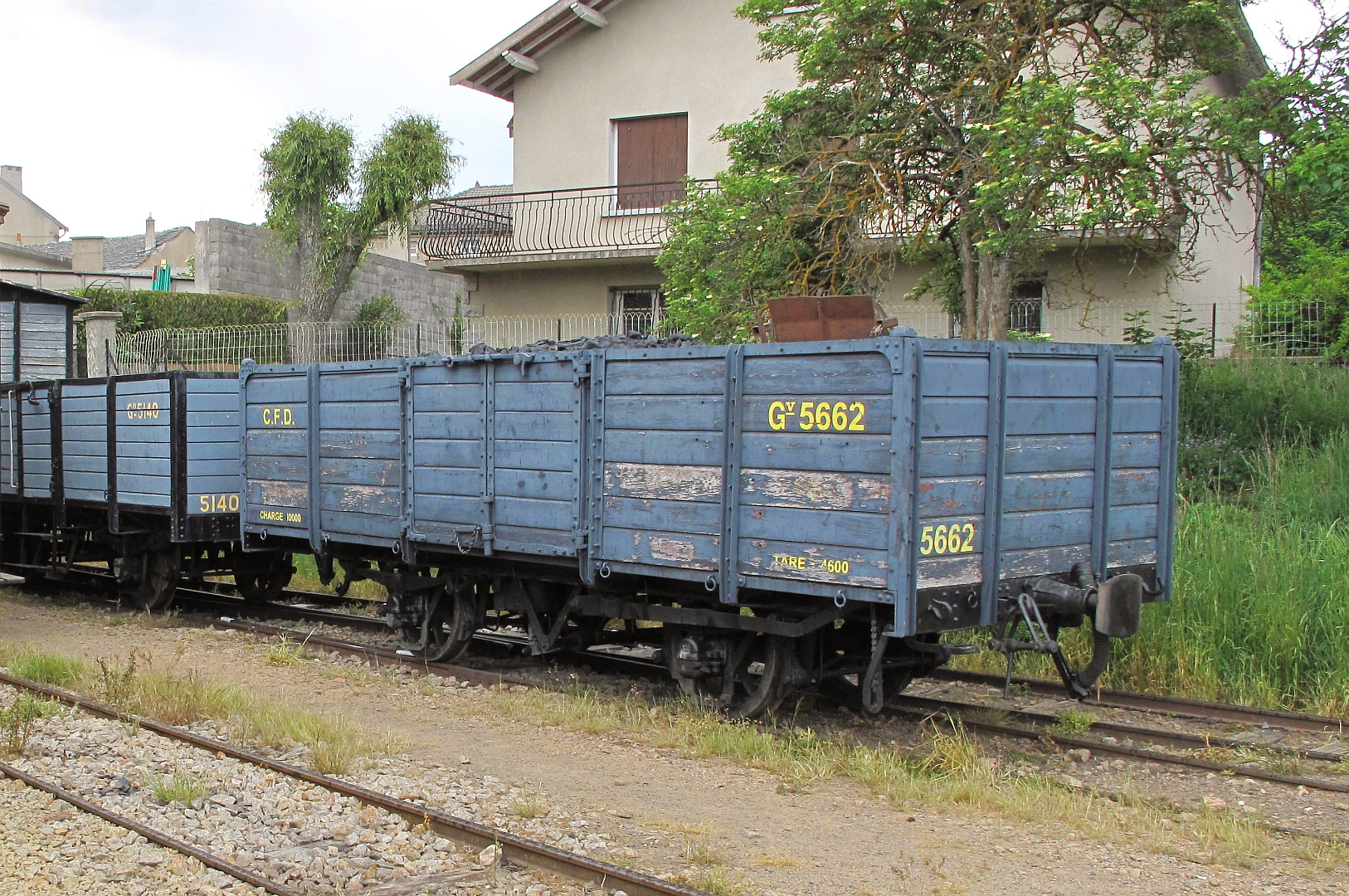
Le wagon tombereau G 5662.

- 4 voitures voyageurs à bogies, ex Réseau breton
  - C 109,
  - C 120, ex-SGVA, devenue propriété du Sivu.
  - C 121,
  - C 126, ex-SGVA, devenue propriété du Sivu.
- voiture-salon AC2F 1, Blanc-Misseron 1904 ex-PO-Corrèze (POC), propriété de la FACS, précédemment au Musée des transports de Pithiviers  Classé MH (1993)[20]. Arrivée le 29 juin 2017[9].
- 2 voitures à bogies, ex Chemins de fer Rhétiques, (Suisse).
  - Bfv 201, ex C4 2241[21],
  - Bfv 202, ex C4 2273,
- 1 voiture à bogies, ex Nyon-Saint Cergue-Morez, (Suisse).
  - BC4 (numérotée AB 20)
- 1 voiture à 2 essieux, ex Chemin de fer Aigle-Ollon-Monthey-Champéry (AOMC), (Suisse).
  - C 62
- 1 voiture à 2 essieux, ex Chemin de fer de la Bernina (RhB) (Suisse).
  - BC 102
- 2 baladeuses couvertes, anciens fourgons à vigie du CFD Vivarais
  - 2602, ex-DDif 2602,
  - 2626, ex-DDif 2627,
- 2 voitures à bogies acquises auprès des Chemins de fer de Provence et provenant des Appenzeller Bahnen, (Suisse).
  - XR 1371, ex-B 71
  - XR 1372, ex-B 72
- 1 voiture-pilote à bogies acquise auprès des Chemins de fer de Provence et provenant des Chemins de fer du Jura, (Suisse).
  - XR 1376, ex-Bt 706
- 2 voitures à bogies, acquises auprès du chemin de fer de la Mure et provenant du chemin de fer Montreux Oberland bernois, (Suisse).
  - B 49, de 66 places
  - AB 98, de 51 places
- 1 voiture à bogies, propriété d'un particulier et confiée au Velay Express. Acquise auprès du chemin de fer Montreux Oberland bernois, (Suisse).
  - AB 93, de 55 places
- 1 fourgon à deux essieux et plateformes d’extrémités ouvertes, propriété d'un particulier et confiée au Velay Express, SIG 1890, provenant des Chemins de fer rhétiques, (Suisse).
  - D² 4002
- 1 fougon postal à bogies acquis auprès du chemin de fer Montreux Oberland bernois, (Suisse).
  - D 31

Wagons de marchandises, origine CFD Vivarais
- Hf 36, wagon plat;
- Ht 136, wagon plat à traverse mobile;
- F 148, wagon couvert;
- K 4080, wagon couvert;
- G 5140, wagon tombereau;
- G 5662, wagon tombereau;
- Htv 6583, wagon plat à traverse pivotante;
- 1611, plat à bogies, ex voiture AAB 1611,
- 1659, plat à bogies, ex voiture CCC 1659,

wagon de marchandises, origine hors CFD
- Gb 658, wagon couvert, ex-K 597 puis K 658, SIG 1919, ex-TPF, (Suisse).

### Matériel de service
- Draisine Billard, no 16 ex Réseau breton, restaurée en état de marche.
- Draisine type DU 49 provenant des CFTA et arrivée en avril 2017. À voie normale elle sera adaptée pour la voie métrique.
- Gv 5631 wagon ballastière, ex tombereau CFD Gv 5631.
- Wagon-grue CFD no 11 à deux essieux, construit par De Dietrich en 1889 pour le réseau du CFD Vivarais.
- Bourreuse Plasser & Theurer type UNIMA 1, acquise en 2019 auprès du Chemins de fer du Jura, (Suisse).
- Draisine Robel (de) type 54.12 no 91, équipée d'une grue hydraulique, achetée en 2020 au  Appenzeller Bahnen, (Suisse).

## Matériel ayant quitté la ligne

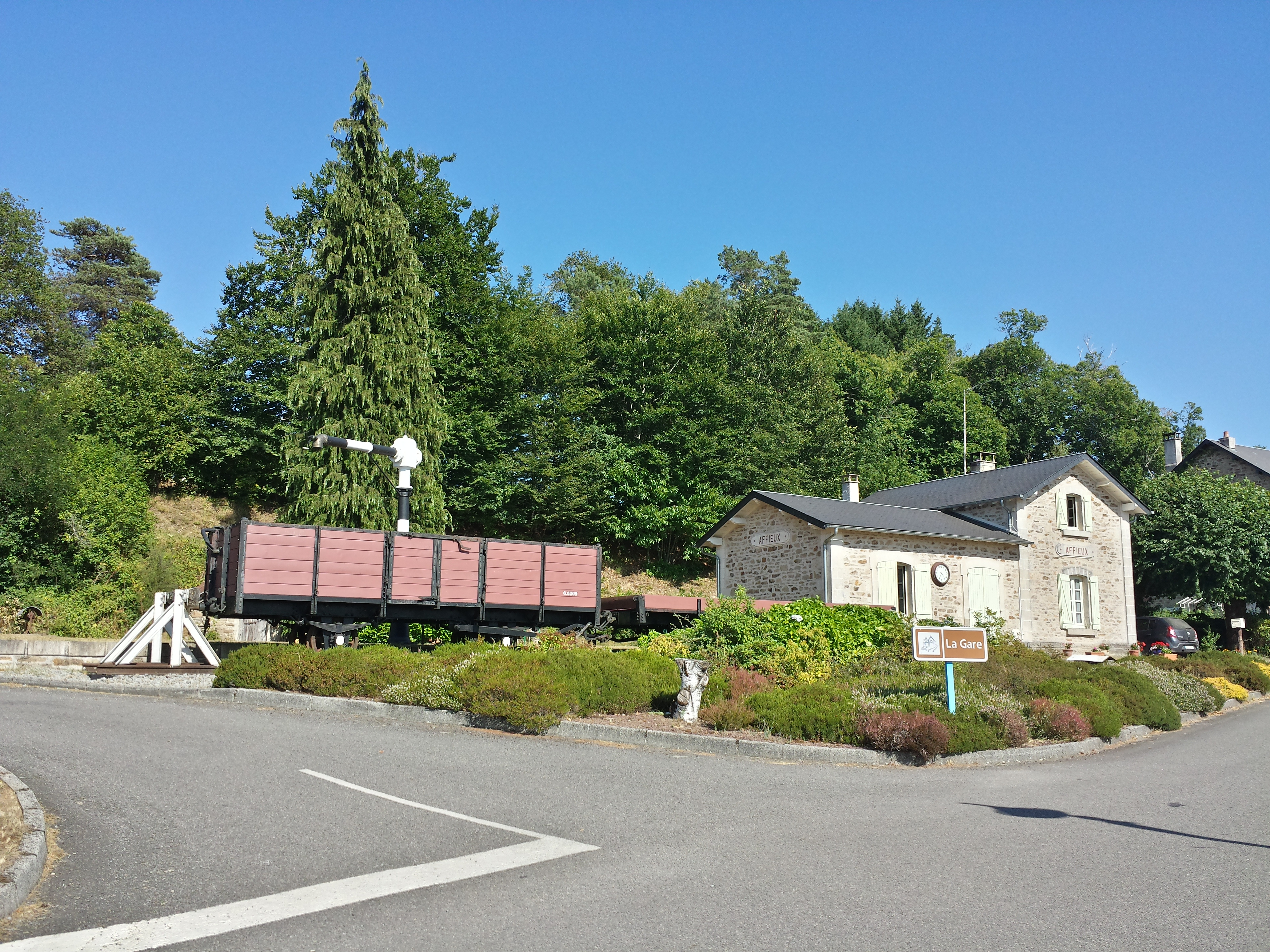
Wagon exposé dans l'ancienne gare d'Affieux en Corrèze

- un wagon tombereau, exposé en monument à l'emplacement de l'ancienne gare des Tramways de la Corrèze à Saint-Pantaléon-de-Lapleau ;
- un wagon tombereau 5693 exposé par un particulier à la Chapelette de Grazac, au bord de la Via Fluvia ;
- un wagon tombereau exposé en monument dans l'ancienne gare des Tramways de la Corrèze à Saint-Pardoux-la-Croisille ;
- un wagon tombereau exposé en monument dans l'ancienne gare des Tramways de la Corrèze à Espagnac ;
- un wagon tombereau , exposé en monument devant l'ancienne gare d'Affieux du POC ;
- un wagon tombereau G 5665, au MTVS ;
- un wagon tombereau transformé en couvert dans l'ancienne gare des Tramways de la Corrèze à Saint-Hilaire-Luc ;
- un wagon tombereau pour l'association « Le petit train du Picodon » à Dieulefit ;
- un wagon couvert exposé en monument devant l'ancienne gare du CBR à Pargny-lès-Reims ;
- deux wagons couverts K 4043, K 4044, au MTVS ;
- un wagon couvert dans l'ancienne gare des Tramways de la Corrèze à Saint-Hilaire-Luc ;
- un wagon couvert pour l'association « Le petit train du Picodon » à Dieulefit ;
- un wagon plat exposé en monument ans l'ancienne gare des Tramways de la Corrèze à Chirac-Bellevue ;
- un wagon plat exposé en monument sur une section de l'ancienne plate-forme des Tramways de la Corrèze à Soursac ;
- un wagon plat, exposé en monument à l'emplacement de l'ancienne gare des Tramways de la Corrèze à Saint-Pantaléon-de-Lapleau ;
- un wagon plat Ht 6344 au, MTVS ;
- un wagon plat, exposé en monument devant l'ancienne gare d'Affieux du POC.